# 明治神宮野球大会 高校の部 (佐賀県勢)
明治神宮野球大会高校の部における佐賀県勢の成績について記す。

## 大会結果
| 大会                 | 代表校             | 試合結果 | 試合結果          | 備考        |
| -------------------- | ------------------ | -------- | ----------------- | ----------- |
| 第6回大会（1975年）  | 佐賀商（初出場）   | 2回戦    | ○ 4 - 3 学法石川  | 延長16回    |
| 第6回大会（1975年）  | 佐賀商（初出場）   | 準決勝   | ● 1 - 5 自動車工  |             |
| 第21回大会（1990年） | 佐賀学園（初出場） | 1回戦    | ● 5 - 16 松商学園 | 7回コールド |